# Green Cargo Re
De Re is een elektrische locomotief van het Bombardier type TRAXX F140 AC2, bestemd voor het goederenvervoer van de Zweedse spoorwegonderneming Green Cargo.

## Geschiedenis
In de jaren 90 gaf de Deutsche Bundesbahn aan de industrie opdracht voor de ontwikkeling van nieuwe locomotieven ter vervanging van de oudere types 103, 151, 111, 181.2 en 120. Hierop presenteerde AEG Hennigsdorf in 1994 het prototype 12X dat later als Baureihe 145 door Adtranz te Kassel werd gebouwd. Uit dit prototype ontstond een groot aantal varianten.
Deze locomotieven worden tegenwoordig door Bombardier te Kassel gebouwd. De ruwbouw van de locomotiefkasten vindt sinds 2008 plaats in de vestiging in Wrocław en de eindmontage in de vestiging in Kassel.

## Constructie en techniek
De locomotief heeft een stalen frame. De tractie-installatie is uitgerust met een draaistroom en heeft driefasige asynchrone motor in de draaistellen. Iedere motor drijft een as aan. Deze locomotieven kunnen in treinschakeling rijden met locomotieven van de serie Rd 2.

## Nummers
De Green Cargo heeft 16 locomotieven:
| Lijst van de Re |             |           |                        |             |
| Nummer          | Eigenaar    | Nummer SJ | UIC nummer             | Opmerkingen |
|                 | Green Cargo | 1423      |                        |             |
|                 | Green Cargo | 1424      |                        |             |
|                 | Green Cargo | 1425      | 91 74 00 01 425-9 S-GC |             |
|                 | Green Cargo | 1426      |                        |             |
|                 | Green Cargo | 1427      |                        |             |
|                 | Green Cargo | 1428      |                        |             |
|                 | Green Cargo | 1429      |                        |             |
|                 | Green Cargo | 1430      |                        |             |
|                 | Green Cargo | 1431      |                        |             |
|                 | Green Cargo | 1432      |                        |             |
|                 | Green Cargo | 1433      |                        |             |
|                 | Green Cargo | 1434      |                        |             |
|                 | Green Cargo | 1435      |                        |             |
|                 | Green Cargo | 1436      |                        |             |
|                 | Green Cargo | 1437      |                        |             |
|                 | Green Cargo | 1438      |                        |             |

## Treindiensten
De locomotieven worden door de Green Cargo ingezet voor onder meer het vervoer van ijzer producten van de hoogoven in Luleå.